# ダチア・1325
1325は、ルーマニアの自動車メーカーダチアが製造・販売していた乗用車である。1325リベルタ又は単にリベルタとしても知られている。

## 概要
1991年から1996年にかけて製造された1325は、3代目1310（1989〜1993）のハッチバック版であり、4代目1310（1993〜1998）のハッチバック版でもあった。そして何より1325は、2代目1310（1983〜1989）のハッチバック版1320（1987〜1990）の後継である。
販売当初はベース車と同じフロントフェイスで販売されたが、1993年1310のフェイスリフトに合わせて同様のフェイスリフトが行われ、1996年まで生産が続けられた。